# Манфред Альберт Захарович
Альберт Захарович Манфред (нар. 15 серпня (28 серпня) 1906, Санкт-Петербург, Російська імперія — пом. 16 грудня 1976, Москва, Російська РФСР, СРСР) — радянський історик, фахівець з історії Франції, Великої французької революції. Доктор історичних наук (1950), професор.

## Біографія
Батько, Захар Львович Манфред, працював адвокатом, під час громадянської війни був учителем в Саратовській губернії, потім повернувся до юридичної практики в Псковській області. Мати, Роза Самуїлівна Розенберг, — перекладачка, сестра художника Леона Бакста, померла в 1918 році. В сім'ї було четверо дітей: три дочки і син. Онук — психолог, письменник, теле — і радіо-ведучий Михайло Лабковський.
З дитячих років французька мова для Альберта Манфреда був майже рідною. Навчався в гімназії Нечаєва і Тенішевському училищі в Петербурзі, захоплювався поемами Гомера, активно займався самоосвітою, багато читав з історії та географії.
В роки громадянської війни жив у Саратовській губернії з батьком. Після переїзду останнього до Псковської губернії залишився в Саратові разом з трьома своїми сестрами. З 16 років був робітником в кооперативі, розповсюджувачем преси в місті Балашові. Сім'я надзвичайно бідувала, тому йому доводилося братися за будь-яку роботу, серед іншого — розклеювати афіші та роздавати газети. Одночасно навчався у вечірній школі, займався літературною діяльністю, писав вірші (у тому числі поему «Північний заколот») і прозу (зокрема, повість «Розпалася брила»). Деякі його вірші були опубліковані в пресі.
У 1926 році переїхав до Ленінграда, жив у знайомих батька і готувався до вступу в аспірантуру РАНДІОН (Російської асоціації науково-дослідних інститутів суспільних наук). Тоді для цього не було обов'язковим формальна вища освіта; достатніми були здача екзаменів і написання вступної роботи, для якої він обрав тему «Луї Бланки в революції 1848 року». Робота отримала високу оцінку професора В'ячеслава Волгіна, в семінарі у якого Манфред потім навчався. У 1930 році він закінчив аспірантуру Інституту історії РАНДІОН. Учень відомих істориків-марксистів академіків В'ячеслава ВолгінаВ'ячеслава Волгіна і Миколи Лукіна.
У 1930—1932 роках викладав у Ярославському педагогічному інституті, в 1932—1937 роках — в Іванівському педагогічному інституті, потім був направлений до Якутська. З 1933 року — професор.
З 1938 року викладав у Якутському педагогічному інституті, проте через кілька місяців роботи був заарештований без пред'явлення звинувачення, тому повернувся до Іваново, пізніше переведений до Владимирської в'язниці. У 1940 році був звільнений за відсутністю складу злочину.
У 1940—1949 роках викладав у Московському обласному педагогічному інституті на історичному факультеті МДУ, в 1945—1961 роках — в Московському державному педагогічному інституті іноземних мов і в МДІМВ.
З 1945 року старший науковий співробітник Інституту історії АН СРСР, був головою Вченої ради із загальної історії. У 1966—1968 роках завідувач сектором нової історії західноєвропейських країн Інституту історії АН СРСР, з 1968 року завідувач сектором історії Франції Інституту загальної історії АН СРСР.
З 1959 року — член редакційної колегії, з 1962 року — головний редактор «Французького щорічника». З 1965 року — член редколегії збірника «Радянсько-французькі відносини. Документи і матеріали».
З 1966 року — віце-президент, з 1972 року — президент Товариства «СРСР — Франція». Почесний доктор Клермон-Ферранського університету (Франція, 1967). Член бюро Національного комітету радянських істориків (з 1968). З 1969 року — член Національного комітету з вивчення епохи Наполеона (в Італії). З 1970 року — віце-президент міжнародної комісії з історії Великої французької революції.
Серед аспірантів Альберта Манфреда — АллаНамазова, завідувачка відділу нової історії Інституту загальної історії РАН.
Перша дружина — Дора Семенівна Каганович. Падчерка — філолог Тамара Львівна Вульфович. Другим шлюбом був одружений із Надією Василівною Кузнєцовою (1924—2008); дочка — історик Галина Кузнєцова (нар. 1951).
Під час навчання в аспірантурі займався історією соціалістичних ідей: питанням про вплив Миколи Чернишевського на формування світогляду французького соціаліста Жюля Геда, історією швейцарського циммервальдского руху. Надалі (1940-1960-ті роки) продовжив займатися темою соціалістичного руху, вивчав діяльність Жана Жореса (чимало зробив для подолання негативного ставлення до його постаті в радянській історіографії) та історію Паризької комуни.
Похований у Москві на Троєкурівському кладовищі.

## Наукова діяльність
Автор книг про зовнішню політику Франції та її відносини з Російською імперію. Вважав, що глибинні національні інтереси Росії та Франції завжди вимагали їх співробітництва у зовнішній політиці, економіці, торгівлі, культурі, що географічне положення цих держав (на протилежних полюсах Європи) робило їх природними союзниками в боротьбі проти німецького мілітаризму. Вважав, що двосторонні відносини мають історичну спадкоємність, незважаючи на зміну суспільно-політичного ладу в Російській імперії в результаті Жовтневого перевороту.
Історик Французької революції
Реальним змістом революції, писав Манфред, був перехід від феодалізму до капіталізму. Вона здійснила гігантський крок вперед для розкріпачення людини, захисту її прав і свобод, Альфред Манфред зводив до неї витоки сучасної демократії, був солідарний з точкою зору Максиміліана Робесп'єра про те, що революційне насильство — «справедливий і необхідний засіб боротьби народу». Манфред вважав Французьку революцію істинно народною, він узагальнив величезний фактичний матеріал про її вплив на різні держави Європи (в тому числі Російську імперію), Центральну і Південну Америку. Ставлячись з повагою до якобінських лідерів революції, засуджував політику терору на тому етапі, коли вона перетворилася на інструмент розправи з неугодними особами, грабежу, особистого збагачення і безчесних зловживань". В той же час вважав, що сам терор в принципі був лише необхідністю, засобом самозахисту республіки проти контрреволюційного терору внутрішніх і зовнішніх ворогів революції".
Гаряче співчував М. Робесп'єру («людині дії, людині залізної волі і нестримної енергії») і Жану-Полю Марату («великому патріоту»). Автор єдиної в радянській історіографії біографічної роботи про Оноре Мірабо — діяча помірного крила революціонерів (у книзі «Три портрети епохи Великої французької революції»).
Біограф Наполеона
У 1971 році опублікував фундаментальну біографію Наполеона Бонапарта (другий такий досвід у радянській історіографії — після книги Євгена Тарле). Використовував опубліковані першоджерела, мемуаристику і пресу, а також раніше невідомі історикам або неопубліковані документи з архівів Франції та Росії. Значну увагу приділив молодості Наполеона, формуванню його поглядів, того етапу його біографії, коли майбутній імператор був якобінцем, прихильником Робесп'єра. Вважав Наполеона сином свого часу, зліт і падіння якого були цілком закономірні, бо «наполеонівські війни, повністю втративши властиві ним раніше, незважаючи на їх завойовницький характер, елементи прогресивного, перетворилися на суто загарбницькі, імперіалістичні війни, що несли народам Європи поневолення і гноблення».
Книга про Наполеона неодноразово перевидавалася (в радянський час була свого роду бестселером) і відрізняється як науковими, так і літературними достоїнствами.

## Наукові праці
Докторська дисертація «Зовнішня політика Франції від Франкфуртського світу до союзу з Росією (1871—1891)» (1950, опоненти Є. В. Тарле, С. Д. Сказкін, Б. Ю. Штейн). У 1952 році вона вийшла книгою «Зовнішня політика Франції. 1871—1891 рр.».
«Велика французька революція XVIII століття» (1956) стала повноцінним перевиданням опублікованого ним у 1950 році нарису «Французька буржуазна революція кінця XVIII століття (1789—1794 рр.)» і стала першою опублікованою роботою А. Манфреда з історії революції; вона носила науково-популярний характер і була перекладена кількома мовами.
«Традиції дружби і співробітництва» (1967) містить роботи Манфреда з проблем російсько-французьких зв'язків.
«Заснування російсько-французького союзу» присвячена зовнішній політиці Франції останньої третини XIX століття.
Книга «Три портрети епохи Великої французької революції» (1977), опублікована посмертно, присвячена видатним постатям зазначеної епохи — молодому Руссо, Мірабо і Робесп'єру. Манфред планував створити велику книгу про Руссо, однак не встиг.
- Зовнішня політика Франції. 1871—1891 рр .. М., 1952.
- Велика французька революція XVIII століття. М., 1956.
- Нариси історії Франції XVIII—XX ст. М., 1961.
- Марат. М., ЖЗЛ, 1962.
- Традиції дружби і співробітництва: з історії російсько-французьких і радянсько-французьких зв'язків. М., 1967.
- Наполеон Бонапарт. М., 1971.
- Заснування російсько-французького союзу. М., 1975.
- Три портрети епохи Великої французької революції. М., 1977 (2-е вид. 1978).
- Велика французька революція. М., 1983.

Автор низки глав і редактор підручників для ЗВО і колективних наукових праць «Нова історія» (1958), «Всесвітня історія» (1959), «Історія Паризької комуни 1871 р.» (1971), «Історія Франції» (1973). Підготував до друку вибрані твори Ж. П. Марата (спільно з В. П. Волгіним) і М. Робесп'єра.